# Chiesa della Santissima Trinità (Commezzadura)
La chiesa della Santissima Trinità è una chiesa cattolica situata a Deggiano, frazione del comune di Commezzadura, in provincia autonoma di Trento; è sussidiaria della parrocchiale di Sant'Agata di Commezzadura e fa parte dell'arcidiocesi di Trento.

## Storia

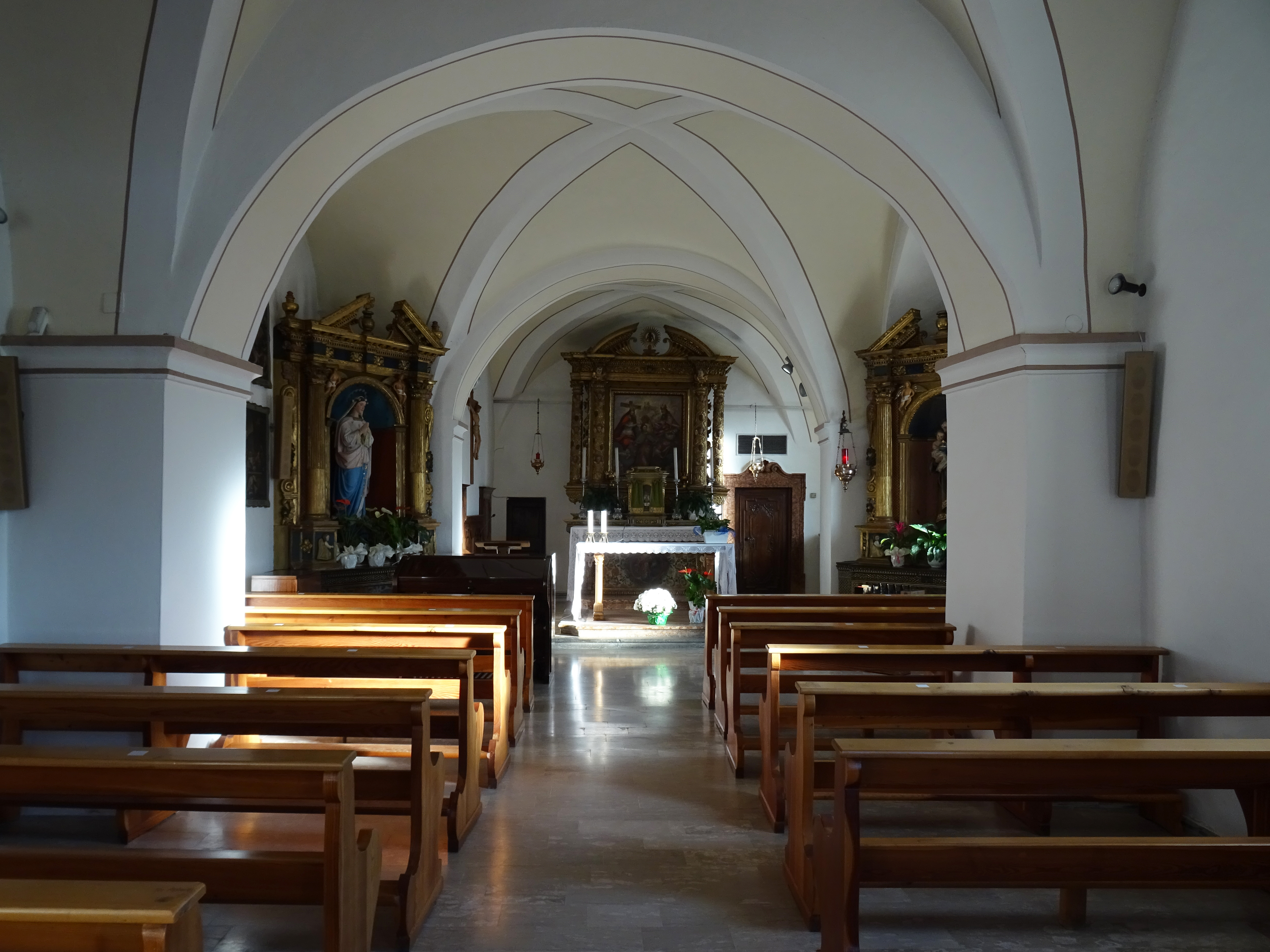
Interno

La costruzione di questa chiesa cominciò nel 1580 circa (che è anche la data del primo documento pervenutoci a citarla), e venne consacrata il 1º maggio 1586 da Gabriele Alessandri, vescovo di Gallese e suffraganeo del cardinal Ludovico Madruzzo (come risulta dagli atti di una visita pastorale del 1751). Al termine dei lavori, la chiesa era dotata di due altari, il maggiore dedicato alla Santissima Trinità, e uno laterale dedicato a santa Margherita. Negli anni 1610 l'edificio subì vari interventi: intorno 1611 venne sottoposto ad opera di rinforzo strutturale, e venne forse costruito l'avancorpo d'ingresso, e nel 1617 si stava erigendo il campanile ed era appena stato consacrato un terzo altare, dedicato a san Mattia; inoltre, nel 1618, alla chiesa venne concesso di dotarsi del fonte battesimale. Entro il 1695 gli altari laterali risultano aver mutato intitolazione, uno in favore dell'Annunciazione, e l'altro dei santi Bonaventura e Taddeo.
Anche nel corso del Settecento vi furono numerosi interventi: tra il 1708 e il 1714 furono effettuate riparazioni al tetto, nel 1734 un tal Dalla Torre affrescò le volte interne (i quattro evangelisti nel presbiterio e i santi Pietro, Antonio abate, Antonio di Padova e Romedio nella navata), nel 1739 venne aperta una nicchia nella navata dove si collocò il confessionale, nel 1757-61 venne totalmente rifatto il tetto e tra il 1764 e il 1778 fu la volta del pavimento, nel 1767-79 quella dei piedistalli degli altari, per concludere col la riedificazione della sagrestia nel 1775-79. Nel 1800 venne autorizzato l'inserimento delle stazioni della via Crucis, e nel 1826 la chiesa venne elevata a cappellania esposta indipendente, staccata dalla curazia di Commezzadura. Un ulteriore restauro generale della struttura avvenne nel 1865, seguito nel 1893 da quello del campanile.
Nel 1927 gli affreschi settecenteschi, molto rovinati, vennero cancellati e una nuova decorazione, molto semplice, venne realizzata dall'artista roveretano Abbondio Barozzi, e venne inoltre costruita la cantoria. Dopo questa data sono da segnalare altri interventi conservativi: rinnovo della pavimentazione nel 1972, restauro dei muri e del tetto nel 1991, rinforzo e intonacatura dei muri di cinta nel 2001, e tinteggiatura dell'edificio nel 2007.

## Descrizione

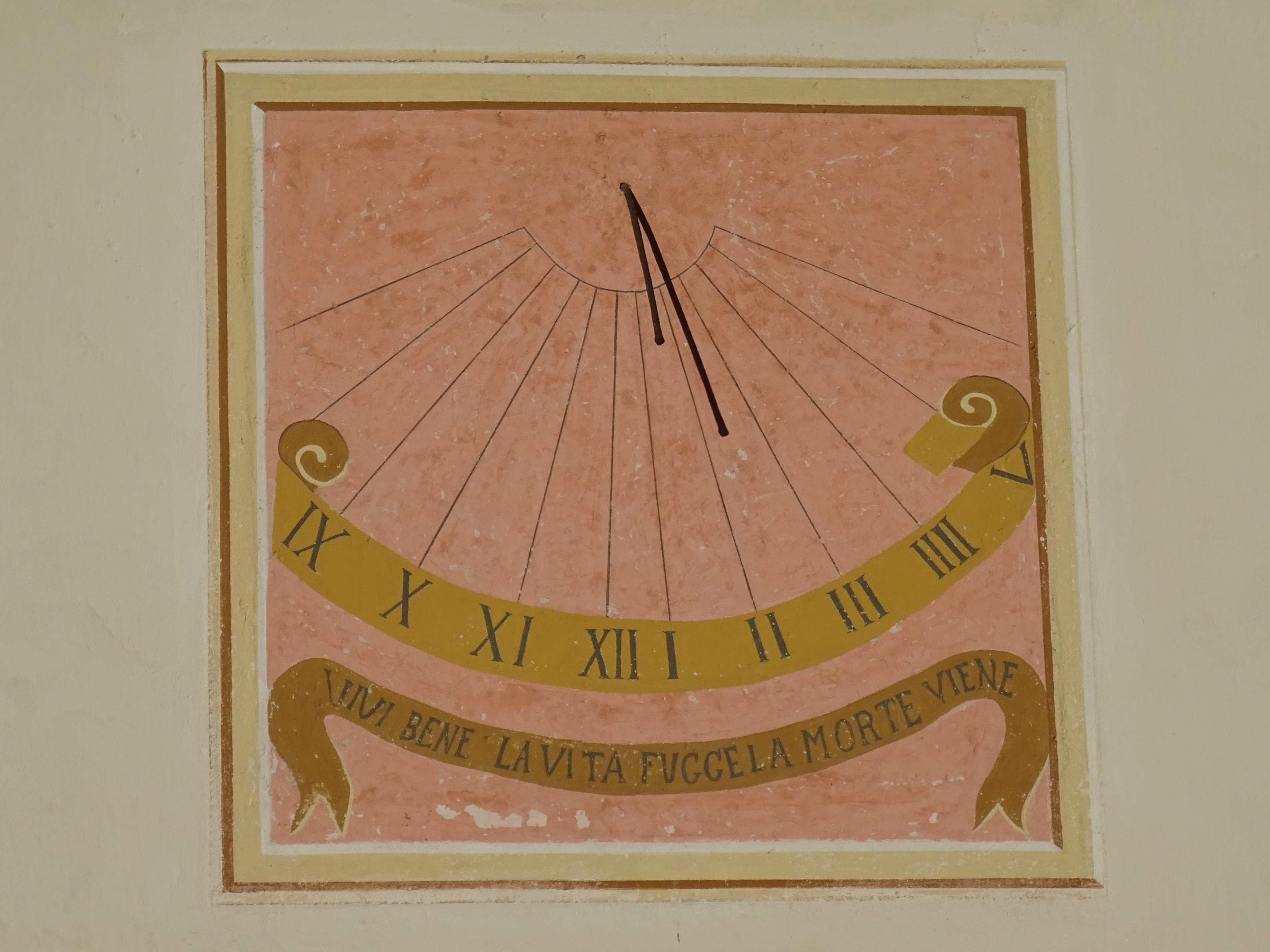
Meridiana sul lato sud

La chiesa, orientata regolarmente verso est, sorge all'interno del cimitero di Deggiano; il sagrato, ribassato rispetto al piano stradale, è accessibile tramite una scala. A fianco di essa si trova un monumento ai caduti costituito da un crocifisso su piedistallo, opera di Fioravante Zuech di Brez e inaugurato nel 1924.

### Esterno
L'edificio è realizzato in pietrame intonacato, con tetto in scandole di larice. La facciata è a capanna, con il portale d'ingresso architravato in pietra bianca, sono quattro finestrelle rettangolari (due ai lati del portale e due in alto) e un oculo al centro.
I fianchi della chiesa sono spezzati dall'emergere della seconda campata della navata, aggettante soprattutto sul lato meridionale, che è dotato anche di un portale laterale, di tre finestre rettangolari (una per ogni campata della navata, e una nel presbiterio, più allungata e in vetro colorato) e di una meridiana di epoca forse settecentesca. Sul lato settentrionale, in posizione arretrata, si trovano la sagrestia (dotata di una finestrella) e il campanile; la torre ha il fusto in pietrame a vista e un tetto piramidale in muratura, e la cella campanaria aperta da due ordini di monofore.

### Interno

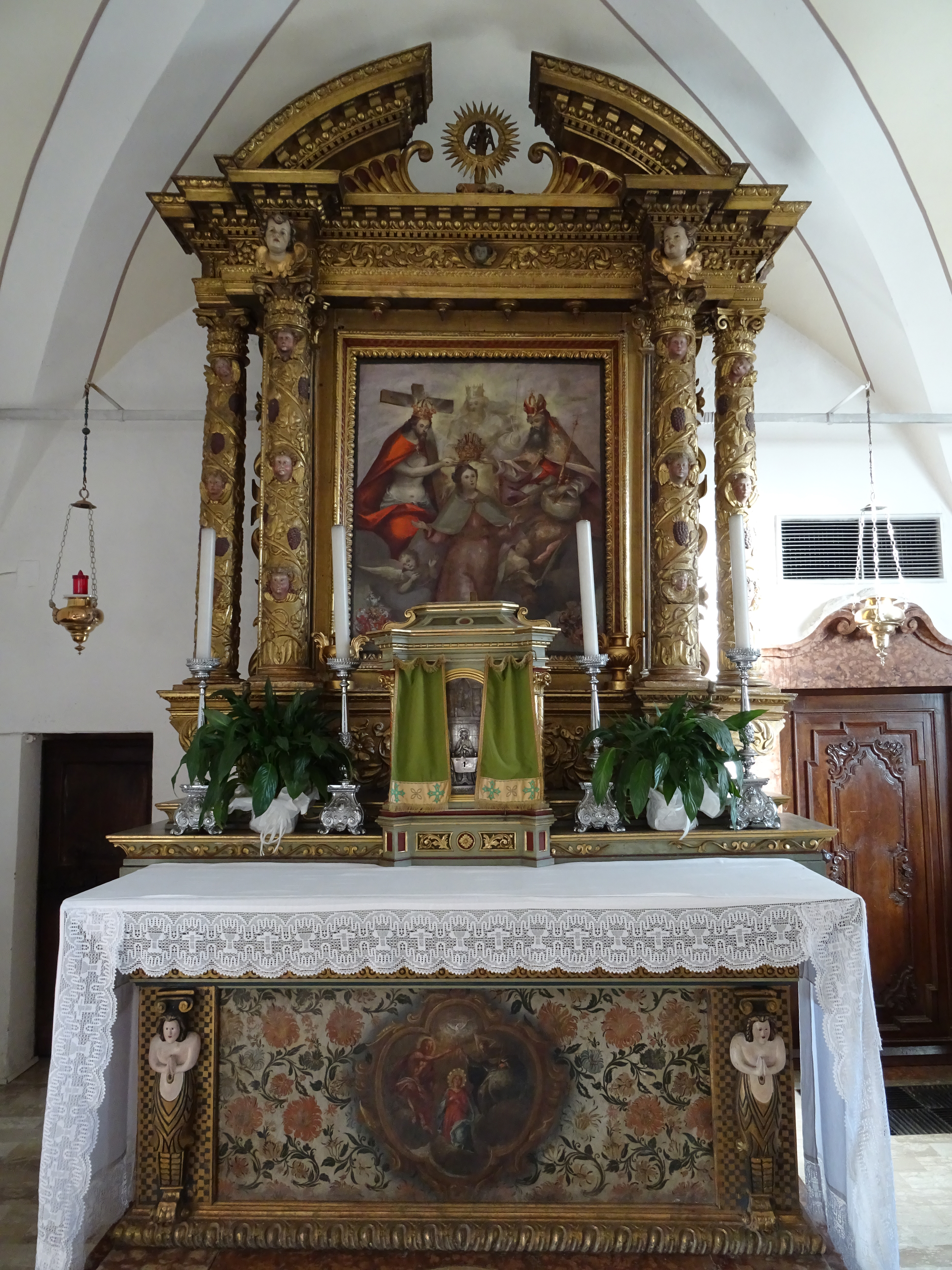
Altare maggiore

L'interno della chiesa, pavimentato con mattonelle di marmo, presenta un'unica navata, suddivisa da archi a tutti sesto in due campate coperte da volta a crociera; la prima delle due, più recente, funge da avancorpo alla seconda campata, che è di dimensioni maggiori e leggermente disassata verso sud; l'arco santo a tutto sesto introduce al presbiterio rettangolare, coperto da un reticolato a stella. In controfacciata è fissata la cantoria, con accesso esterno a livello della strada sul lato nord, decorata al centro del parapetto da un'immagine di re David che suona la lira.
La chiesa ha tre altari, tutti seicenteschi: il maggiore, intagliato da Simone Lenner di Ossana, è dotato di colonne con capitelli corinzi ornate da viticci e grappoli d'uva, che sorreggono l'architrave decorata da motivi floreali e teste d'angelo; esso ospita una pala raffigurante la Vergine Maria incoronata dalla Trinità le cui figure sono tutte e tre in forma umana, una rappresentazione che era stata bandita dal concilio di Trento e che non venne rettificata neanche dopo un'esortazione in tal senso in una visita pastorale del 1617; il paliotto in tela, affiancato da due angeli "cariatidi", è decorato da un'ulteriore raffigurazione dell'Incoronazione di Maria e risale agli anni 1730.
Gli altari laterali sono di fattura analoga al maggiore; le antiche pale vennero rimosse nel 1886 (la sinistra) e nel 1908 (la destra) e sostituite con statue: l'altare sinistro (quello anticamente dedicato a santa Margherita) ospita una scultura della Madonna Immacolata, e il paliotto è ornato da un'immagine dell'Annunciazione; quello destro contiene una statua di san Giuseppe con Gesù bambino, opera del gardenese Giuseppe Moroder, e il paliotto rappresenta una Madonna con Bambino.